# Lojze Funkl
Lojze Funkl, slovenski inženir gozdarstva, * 9. maj 1907, Griže, Žalec, † 18. april 1989, Ljubljana.
Leta 1931 je diplomiral na gozdarskem oddelku zagrebške Kmetijsko-gozdarske fakultete. Po končanem študiju je delal na okrajnem gozdarskem referatu v Mariboru (1931-1934), na odseku za urejanje hudournikov pri banski upravi v Ljubljani, nato do 1945 v Logatcu. Po letu 1945 je opravljal različne dolžnosti v upravnih organih Socialistične republike Slovenije. Pripomogel je k uveljavitvi sodobnega koncepta razvoja gozdarstva v zakonu o gozdovih iz leta 1953; ta je poudarjal vlogo gozdnogospodarskih območij ter nalagal obvezno načrtovanje gospodarjenja z gozdovi. Leta 1956 je organiziral gradnjo gozdarskega inštituta v Ljubljani, 1959 Gozdarskega šolskega centra v Postojni in 1961 gozdarskega oddelka na Biotehniški fakulteti v Ljubljani. V letih 1967−1977 je bil višji predavatelj ekonomike gozdarstva in lesarstva na Biotehniški fakulteti v Ljubljani. Sodeloval pa je tudi pri pripravi gozdarskega slovarja.